# Vérapamil
Le vérapamil est un médicament qui agit comme antagoniste du calcium ou inhibiteur calcique, c’est-à-dire qui modifie les mouvements ioniques du calcium à l'intérieur des cellules musculaires lisses de la paroi des vaisseaux et des cellules du myocarde.

## Mécanismes d'action
L'inhibition par la molécule de l'irruption de calcium ionisé dans le cytoplasme des cellules musculaires empêche la contraction de ces cellules et donc la vasoconstriction. Le vérapamil par son action sur les mouvements de calcium dans certaines cellules cardiaques participant à la conduction de l'influx nerveux vers l'ensemble des cellules musculaires, ralentit la vitesse de propagation des informations électriques notamment au niveau du nœud atrioventriculaire. Par son action directe sur les cellules myocardiques, il diminue leur possibilité de contraction, raison pour laquelle il est utile pour diminuer son travail musculaire dans l'angine de poitrine, mais déconseillé dans l'insuffisance cardiaque.
Le vérapamil est un inhibiteur du TXNIP, et par ce biais, serait inhibiteur de l'apoptose des cellules bêta pancréatiques. La molécule constitue ainsi une piste dans le traitement du diabète de type 1.

## Indications
Le vérapamil est un antiarythmique de classe IV ; il baisse la conduction du nœud atrioventriculaire.
Ce médicament est utilisé dans le traitement de l'hypertension, de l'angor, et de certains types d'arythmies. Il ralentit, en particulier, la fréquence cardiaque au cours d'une fibrillation atriale améliorant la tolérance à l'effort.
Des essais cliniques sont en cours concernant son utilisation dans le diabète de type I,, ainsi que dans le traitement préventif de l’algie vasculaire de la face.

## Effets secondaires possibles
Parmi les effets secondaires possibles de ce médicament, citons céphalées, flushing facial, vertiges, sueurs, et constipation mais aussi œdème pulmonaire et des membres inférieurs et insuffisance cardiaque.
Il ne doit pas être utilisé pour ralentir la fréquence cardiaque en cas de syndrome de Wolff-Parkinson-White en fibrillation atriale, la fréquence ventriculaire pouvant alors s'accélérer.

## Divers
Le vérapamil fait partie de la liste des médicaments essentiels de l'Organisation mondiale de la santé (liste mise à jour en avril 2013).